# 菲利普·桑德布卢姆
菲利普·桑德布卢姆（瑞典語：Philip Sandblom，1903年10月29日—2001年2月21日），瑞典前男子帆船运动员。他曾代表瑞典参加1928年夏季奥林匹克运动会帆船比赛，获得8米级铜牌。